# Rinichi
Rinichii (latină ren, adjectiv renal; greacă nephros) sunt o pereche de organe la animalele vertebrate, fiind parte esențială a aparatului excretor. Rolul principal al rinchilor este excreția, realizată prin filtrarea sângelui, eliminarea prin urină a substanțelor inutile sau dăunătoare, produse de organismul propriu sau luate din mediul exterior.
Rinichii regulează controlul compoziției urinei, prin producția hormonală, concentrația în electroliți a spațiului intracelular, presiunii sanguine, raportul baze-acizi (pH), mineralizarea oaselor, ca și a eritropoezei a tabloului sanguin.
În principiu funcția renală constă din două etape: 
1- o filtrare primară fără elemente de resturi celulare, cu o urină diluată. 
2 - o filtrare secundară când se va resorbi înapoi din urina primară o parte din lichidul eliminat împreună cu glucide, aminoacizi și electroliți rezultând o urină mai concentrată.
Numai această urină finală va fi eliminată prin uretere din organism.

## Localizarea rinichilor
La om rinichiul este așezat retroperitoneal de o parte și alta a coloanei vertebrale, sub diafragmă, apărat de un strat de grăsime (adipos).
 Forma lor este asemănătoare bobului de fasole, având lungimea de 10 - 12 cm, o lățime de 5 - 6 cm, grosimea de 3 - 5 cm și o greutate de 120 - 200 grame.
Ambii rinichi sunt înveliți într-o capsulă (Capsula fibrosa), și împreună cu glandele suprarenale sunt învelite într-un țesut gras (Capsula adiposa).
Această capsulă adipoasă care căptușește rinichii, este mai groasă în regiunea spatelui, rinichii fiind susținuți de o fascie în formă de sac deschis spre abdomen, rinichii și suprarenalele fiind în contact cu organele din abdomen.
Astfel rinichiul stâng vine în contact cu stomacul, splina, pancreasul, și colonul descendent, pe când rinichiul drept este în contact mai ales cu ficatul, colonul ascendent și duodenul.
Din cauza spațiului redus pe partea dreaptă rinichiul drept este mai coborât decât cel stâng.
Fiecare rinichi este irigat separat cu sânge de arterele renale ce provin din aorta descendentă (abdominală), iar venele renale (Vena renalis) transportă sângele de la rinichi la vena cavă inferioară.
Urina este eliminată prin două uretere în vezica urinară și apoi prin uretra în exterior.

## Structura rinichiului
Parenchimul renal se subîmparte în
a) zona corticală 

1. Piramidă renală Malpighi •
2. Arteră interlobulară •
3. Arteră renală •
4. Venă renală
5. Hil renal •
6. Pelvis renal (bazinet) •
7. Ureter •
8. Minor calyx •
9. Capsulă renală •
10. Capsulă renală inferioară •
11. Capsulă renală superioară •
12. Vena interlobulară •
13. Nefron •
14. Caliciu renal mic •
15. Caliciu renal mare •
16. Papilă renală
17. Coloană renală Bertin

- Corticala rinichiului (Cortex renalis), zona externă, zona marginală;
- de culoare roșie brună;
- conține glomerulii nefronilor;
- reprezintă stratul de filtrare al rinichilor.

b) zona medulară:
- zona internă, de palida;
- formată din aproximativ 10 formațiuni piramidale Malpighi;
- este stratul tubilor uriniferi și ai ansei Henle;
- prezintă un țesut în interior măduva rinichiului (Medulla renalis) prevăzut cu hilul renal, locul unde pătrund în rinichi ureterele și vasele de sânge;
Măduva renală este structurată în 10 - 12 piramide cu baza spre cortex și vârful spre hilul renal numite piramidele lui Malpighi;
Vârfurile acestor piramide se numesc papile care se deschid în calicele renale care apoi unindu-se formează bazinetul care se continuă cu ureterul.

## Structura microscopică a rinichiului

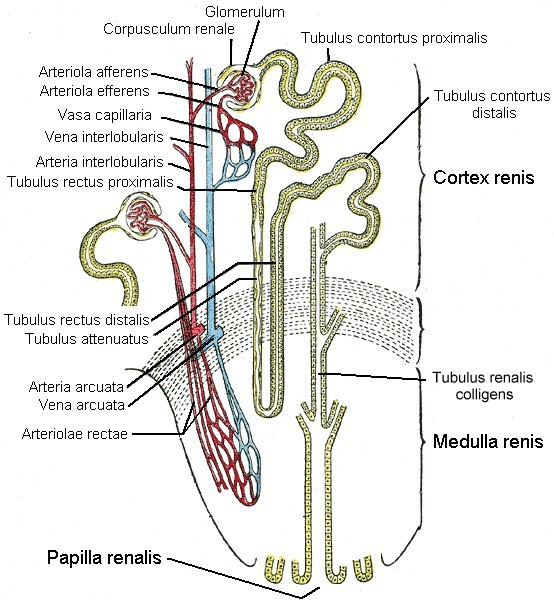
Schema structurii microscopice a rinichiului.

Structura fină renală constă dintr-un sistem tubular foarte bine diferențiat, și o alimentare specifică cu sânge a organului.
Sistemul tubular ne arată că deja în stadiul embrionar, apare o diferențiere a două elemente: Nefronul și așa numitul tubul colector principal, cele două elemente alcătuiesc unitatea de bază funcțională a rinichiului, de aceea frecvent prin termenul de nefron se subînțelege și sistemul tubular.

### Corpusculul Malpighi
- este alcătuit din glomerulul renal și capsula Bowmann;
- are o dimensiune de aproximativ 200 μm;
- este localizat în corticala;
- glomerulul renal este alcătuit din 50 de anse capilare ce se înfășoară în jurul unor tije intercapilare ce formează țesutul mesangial;
- capilarele pătrund în o porțiune dilatată și înfundată a tubului urinar numită capsula Bowmann;
- sângele capilarelor glomerulare provine dintr-o arteriolă aferenta și părăsește glomerulul prin arteriola eferenta având un diametru de 1/2 din arteriola aferenta;
- presiunea sângelui din glomerul produce filtrarea plasmei în capsula Bowmann, și de aici ajunge în tubul proximal.

### Tubul urinifer
Este alcătuit din 3 segmente:
- tubul proximal (T.P.)
- ansa Hanle (A.H.)
- tubul contort distal (T.C.D)

Conține capsula Bowmann
Are o lungime de aproximativ 46-65 mm

#### Tubul proximal
- are o lungime de aproximativ 14 - 24 mm și un diametru de aproximativ 55μm
- este format din  un singur strat de celule, așezate pe o membrana bazala preluata din zona capsulei Bowmann (celule cilindrice),la polul apical marginea în perie este data de numeroase microvilozități cu numeroase sisteme de contratransport. La polul bazal, membrana suferă numeroase invaginari, ce delimiteaza in sectorul subnuclear compartimente ce contin multe mitocondrii
- intervine in reabsorbtia activa a H2O,NaCl,glucoză,vitamine

#### Ansa henle
Nefronii cu corpusculi renali situați în cele  2/3 extreme ale corticalei poseda  ansa Henle scurte (14 mm) iar cei care au corpusculi renali localizați juxtamedular au ansa Henle lungi(~26mm   ,15-20 %)
Prezintă:
-ram descendent:
este subțire, alcătuit din celule epiteliale turtite foarte permeabile la H2O
-ram ascendent:
prezintă 2 porțiuni:
-subțire
-groasă
Ramul ascendent subțire  este alcătuit din celule turtite ce devin cilindrice la limita de separare dintre medulara externă și cea internă. Această zonă este impermeabilă pentru ioni
Ramul ascendent gros  este situat în apropierea  arteriolei aferente formând zona denumita MACULA DENSA.Este alcătuit din celule dense înalte, prezintă membrana bazală incompletă și mitocondrii rare. Zona este impermeabilă pentru  H2O și are rol osmo/chemoreceptor la fluctuațiile Na(+) ,Cl(+) în urina

## Alimentarea cu sânge
Din schema structurală a rinichiului se poate observa Arteria interlobaris o ramură a arterei renale care se subîmparte pentru alimentarea cu sânge a două piramide învecinate și a țesutului medular renal, ea se continuă în țesutul cortical, se ramifică la baza piramidei în Arteriae arcuatae.
Aceasta la rândul ei într-o formă arcuită de boltă la granița dintre cortexul și măduva renală unde se continuă cu Arteriae corticales radiatae și Arteriae interlobulares acestea alcătuiesc o împletitură de capilare Glomerulus
fiind două forme de glomeruli peritubular și juxtamedular.

## Nefronul

Schema unui nefron

Fiecare om are circa 2 milioane de nefroni unde se formează urina. Nefronul este alcătuit din capsula renala Corpusculum renis și un aparat tubular Tubuli. În corpusculii renali se află Glomerulusul (împletitura de capilare) unde se produce filtrarea urinei primare. Urina primară părăsește corpusculul renal, ajungând în porțiunea tubului proximal, apoi ansa lui Henle și tubul contort distal, unde prin principiul curentului contrar va fi concentrat, urmează tubulul colector 
(' 'Tubulus renalis colligens). Pe lângă rolul de excreție, rinichiul are și un rol reglator al presiunii sanguine prin renină (o enzimă) și producerea de elemente sanguine (eritropoieză).

## Clearance
Este măsurarea exactă a activității renale (cantitatea de urină, concentrația în creatinină, uree, acid uric, potasiu), sunt metode diferite de măsurare prin care se poate stabili insuficiența renală.

## Bolile sistemului genito-urinar
- Hidronefroză congenitală
- Obstrucția congenitală a tractului urinar
- Sindrom nefritic acut
- Sindrom nefritic progresiv rapid
- Nefrită tubulo-interstițială infecțioasă acută
- Boală glomerulară
- Glomerulonefrită
- Nefrită
- Hematurie
- Sindrom nefritic cronic
- Sindrom nefrotic
- Nefroză lipoidică
- Proteinurie izolată cu leziune morfologică specificată
- Proteinurie Bence Jones
- Proteinurie gestațională
- Proteinurie ortostatică
- Nefropatie ereditară
- Sindromul Alport
- Nefropatia amiloidă ereditară
- Amiloidoza eredofamilială non-neuropatică
- Nefrită tubulo-interstițială
- Pielonefrită neobstructivă
- Nefrită tubulo-interstițială
- Uropatia cu reflux
- Displazie renală
- Neuropatie diabetică
- Insuficiență renală
- Litiază urinară
- Rinichi scleros
- Rinichi mic
- Hipertrofia rinichiului
- Mega-ureter
- Nefroptoză
- Pielită chistică
- Pieloureterită chistică
- Ureterită chistică
- Ureterocel
- Infarct renal
- Chistul rinichiului
- Sifilisul tardiv al rinichiului
- Infecție urinară
- Cistită
- Trigonită